# Friedrich Fischer (Humanist)
Friedrich Fischer (* um 1464 in Heidingsfeld; † vor 13. September 1529 in Königsberg) war ein deutscher Humanist und Jurist.

## Leben
Erstmals findet man ihn im Wintersemester 1482/83 an der Universität Leipzig. Am 30. April 1493 geht er nach Würzburg, wo er Chorherr im Neumünster wurde und vom 17. Juli 1503 bis 14. März 1514 Kantor sowie von 1496 bis 1514 Unterpropst war. Als vertrauter Freund Ulrich von Huttens, ist er seit 1514 in den Matrikeln der Universität Wittenberg zu finden, wo er sich als Canonicus Herbipolensis eingetragen hatte. 1517 ist er in Bologna, wo er mit Hutten zusammenlebte, dessen Abreise dort erlebte und sich vermutlich dort zum Doktor der Rechtswissenschaften promoviert hatte. Anfang 1518 ist er in Würzburg, hier eröffnet er eine Praxis und verheiratet sich 1523 mit Elisabeth Ernst aus Frankfurt/Main.
Da er als Geistlicher dem Zölibat unterlag, inhaftierte man ihn und seine Lebenspartnerin, unter dem Vorwand, er würde der lutherischen Lehre angeschlossen haben. Durch Hilfe konnten er und seine Frau aus der Haft entfliehen. Nach einem Prozess wurde er gemeinsam mit Johann Apel, der die ganze Zeit an seiner Seite gestanden hatte, aus dem Hochstift Würzburg entfernt und dessen Einnahmen eingezogen. Über Nürnberg, gelangte er 1524 an den Hof des Markgrafen Albrecht von Preußens, wo er gewissen Einfluss und Ansehen erlangte. Sein Glück dauerte jedoch nicht lang, da er von einer Krankheit hingerafft wurde.